# 黑姆斯多夫 (萨克森州)
黑姆斯多夫（德語：Hermsdorf）是德国萨克森州的一个市镇，隶属于萨克森施韦茨-东厄尔士山县。总面积为20.06平方千米，截至2020年总人口为765人。